# Paspalum tumidum
Paspalum tumidum är en gräsart som beskrevs av João Geraldo Kuhlmann. Paspalum tumidum ingår i släktet tvillinghirser, och familjen gräs. Inga underarter finns listade i Catalogue of Life.